# Fiare Banca Etica
Fiare Banca Etica és un banc cooperatiu resultant de la unió de la Fundació espanyola FIARE (Fundación Inversión y Ahorro Responsable) i la italiana Banca Popolare Etica. És un banc cooperatiu de referència a Europa i té més de 42 000 persones associades.